# Прапор Лотарингії
Прапор Лотарингії — прапор регіону на північному сході Франції, що межує з Бельгією, Люксембургом і Німеччиною.

## Опис

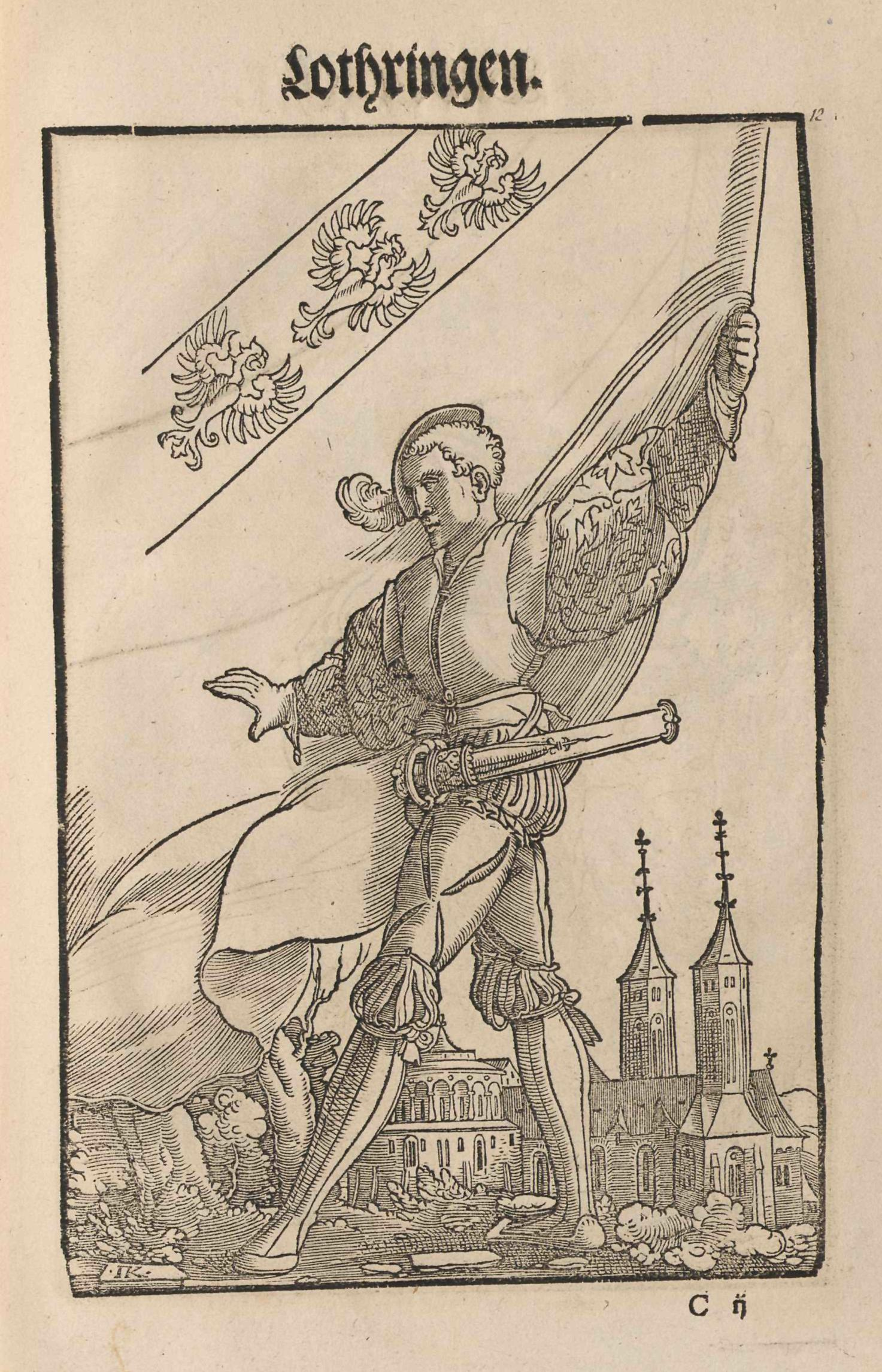
Прапор Лотарингії на гравюрі 1545 року

Прапор Лотарингії: на жовтому полотнищі червоний перев'яз управо, що обтяжений трьома білими алеріонами. Прапор створений на основі регіонального герба.

Герб Лотарингії, який став основою прапора провінції

Легенда розповідає, що три орли, які обтяжують перев'яз герцогів Лотарингії, поміщені на герб за часів Готфріда Бульйонського, герцога Нижньої Лотарингії, який при взятті Єрусалима 1099 року однією стрілою прострелив відразу трьох орлів у польоті.
Більш науково походження орлів можна пояснити грою слів з літерами «ALERION»(«Орел»), що утворюють анаграму «LOREINA» (історична назва регіону — «Lorraine»).
Згідно з іншою гіпотезою, герб Лотарингії породжений впливом більш ранніх гербів Ельзасу (герцоги Лотарингії походили з ельзаського роду):
- орел перетворився на трьох під впливом герба Верхнього Ельзасу, де присутні по три корони;
- наслідування перев'язу можливе з гербів Нижнього і Верхнього Ельзасу;
- поєднання кольорів — обернене до кольорів Верхнього Ельзасу.

Можливо, орли на перев'язі лотаринзького герба з'явилися внаслідок зв'язків із Священною Римською імперією (символ орла) і дому Гогенштауфенів (кількість орлів тотожна кількості левів герба Гогенштацфенів).
Кольори прапора символізують:
- червоний - хоробрість, мужність, любов, а також кров, пролиту в боротьбі;
- жовтий - знатність, могутність і багатство, а також чесноти: силу, вірність, чистоту, справедливість, милосердя і упокорювання;
- білий - благородство, відвертість, а також чистоту, невинність і правдивість.

## Історія

### Передісторія

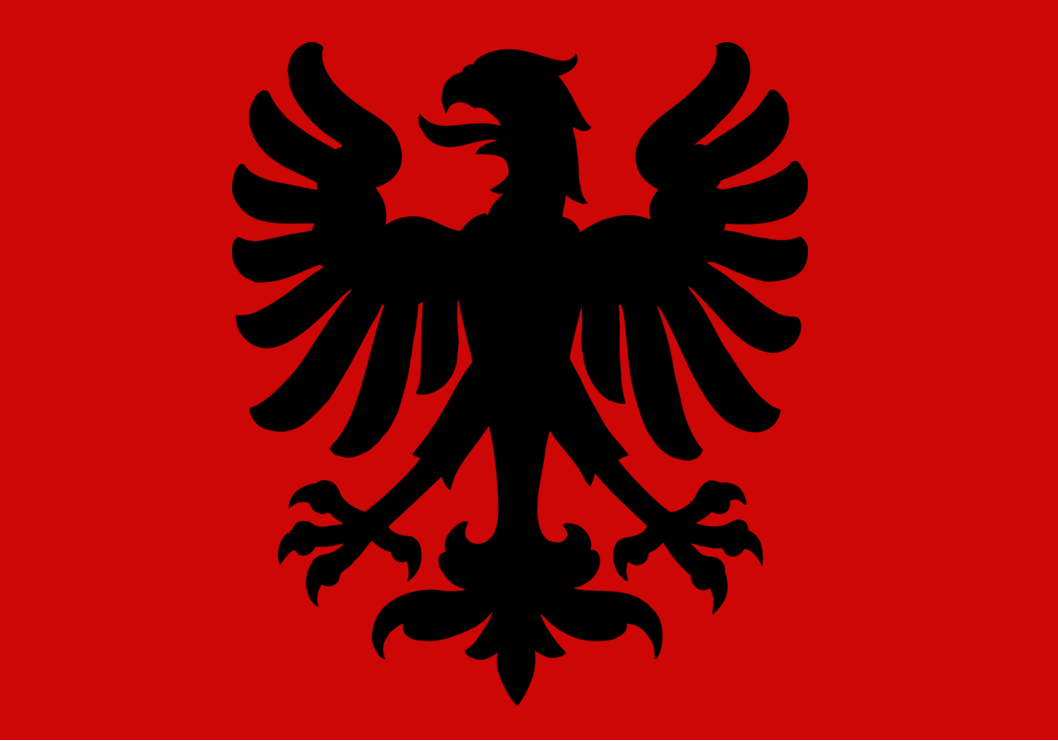
Реконструкція першого штандарту герцогства Лотарингії (ХІІ ст.)

Дані про прапор перших герцогів Лотарингії майже відсутні, тому зводяться до чистих домислів. Августин Калмет стверджує за отцем Беньо Пікартом, що перший прапор герцогства Лотарингского виводиться з геральдики (XII ст.), 
|  | "Коли герцог Лотаринзький отримав пожалування від імператора за воїнство, яке він тримав для Імперії, за цим слідкували його маршал, два графа, два лицарі та велика кількість шляхти і прихильники, всі озброєні та вбрані. Маршал носив "Великий прапор герцогства", який мав бути червоним, закріпленим на кінцях і такою ж лиштвою. Ті, хто супроводжував його, носили прапори одного кольору..." |

Таким чином, герцогський прапор був, мабуть, простого червоного кольору, без зображень.
Герцог Матьє I (1139-1176) отримав від імператора Фрідріха Барбаросси дозвіл прийняти на свій прапор орла, посилаючись при цьому на належність Лотарингії до Священної Римської імперії Німецької нації.

### Велике герцогство
В основі прапора герцогства Лотарингії був покладений герб герцогства. Цілком ймовірно, що герб і прапор був запроваджений Фрідріхом І, герцогом Лотарингії (1205-1206). Печатка цього герцога містить зображення власника на коні, що тримає невеликий прапор і щит. На прапорі і щиті явно видно смугу з трьома алеріонами.
Під час правління Рене II Лотарингського (1451-1508) з’явилося найбільше варіантів знамен герцогства. Про останнє ми багато чого дізнаємось у численних документах, що стосуються битви при Нансі 5 січня 1477 р., зокрема, від самого герцога через записи свого секретаря Кретьєна де Чатеного:
|  | "... Переднє видовище згаданого авангарду - це озброєна рука, що випускається з хмари, тримає хмару, з девізом моїх попередників, який є одним для всіх". "У битві були інші пішоходи .... Мессіре Жан де Бодр переніс штандарт у цій битві, стандартом якого був Аннукатенський пейнте." "... І стояти в бою, одягнений у сіро-біле та червоне, ... і мати на моїй упряжці халат із золотистого полотна з рукавом тканини зазначених кольорів сірого, білого та червоного, а також барду" покриті золотом тканиною, а на диктаті грабують і бард три подвійні білі хрести. " |

Після отримання герцогства Лотарингії в 1473 році та Бар у 1480 році, Рене ІІ встановив прапор союзу двох герцогств, відомий як "Великий штандарт герцогств". У ній був архангел Гавриїл, Діва Марія, осяяну Святим Духом. За сценою слідує Єрусалимський хрест та сиґль "С", який можна припустити, що представляє герцогства Лотарингія та Бар, хоча причина використання літери "С" залишається загадкою.
Також за Рене II Лотарингського з’являється знаменитий «хрест Лотарингії». Цей хрест спочатку був угорським, даним Святим Престолом святому Стефану, королю Угорщини. Друга Гілка Анжуйського дому, що панувала в Угорщині, иала цей хрест у своїх прапорах, з тією різницею, що він був білим, а не червоним. Герцоги Анжуйські з 1473 року стали герцогами Лотаринзькими: Рене II є сином Йоланди І Ажуйської. Так Анжуйський хрест був прийнятий в Лотарингії, іноді зберігаючи свій білий колір, іноді червоний на жовтому в лотаринзьких кольорах.
Хрест Лотарингія був би прийнятий Рене II під час бургундської війни , в результаті чого символізму бургундського хреста Сент-Андре проти переміг хреста Лотарингія . Реальністю для Рене II, безумовно, було бажання показати своє походження з будинку Анжу , територіальна спадщина якого прийшла йому по праву ( герцогство Анжу , графства Мен , графство Прованс і Неапольське королівство ). Однак прихід цього нового хреста не витіснив Єрусалимський хрест.вже носили герцоги, два хрести жили поруч до кінця незалежності Лотарингії . Після цього французькою однойменною провінцією зберігався лише хрест Лотарингії.
Також під час битви за Нансі герцог Рене II попросив підтримку святого Миколая і розмістив його на своєму прапорі. Після перемоги, він зробив цю дату національним святом Лотарингії і плекав культ святого, який вже існував в Лотарингії з Х ст., проголосивши його покровителем Лотарингії.
Під час Тридцятилітньої війни, за правління Карла IV Лотаринзького (1625-1675), з'явився новий штандарт. Його мета - об'єднати провінції Лотарингії під прапором проти французького окупанта і, таким чином, активізувати патріотизм Лотарингії, як під час війни в Бургундії. Цей прапор, відомий як "Великий Штандарт Союзу Лотарингії" або просто "штандартний Карла IV", має жовтий фон з великим червоним хрестом поверх якого є щиток, іноді представлений овал, з гербом Лотарингії та лотаринзькими хрестами у кожному з чотирьох кутів прапора.
Герцог Леопольд I Лотаринзький змінив прапор Лотарингії на зелений. Про це можна зробити висновок із доповіді директора похорону Карла V, 19 квітня 1700 р.:
|  | "Праворуч від тіла, як там говориться, був М. де Рейкокорт, грандіозний мисливець, що носив прапор Лотарингії, в зеленій тафті з великим хрестом червоного атласу посередині, а все інше засіяне хрестами Єрусалиму та Лотарингії, в золотій вишивці. Ліворуч М. де Мітрі, величний сквайр, з жовтим корнетом; після корпусу, г-н майстер артилерії М. д'Гауссонвілл переніс знак з усім гербом Лотарингії». |

Але на похоронах Леопольда I в Нансі 1729 року прапор був червоним, а не зеленим, а великий червоний хрест став жовтим. Збереглися лише хрести Лотарингії та Єрусалиму. Виписка від директора похоронів Леопольда:
|  | "Надзвичайний посланець у Франційському суді та Великий єгер САР носив Великий Прапор Лотарингії, тафта червона, з нашитим хрестом із жовтого атласу, обсипаний хрестами Лотарингії та Єрусалиму, вишиті золотом." |

Символи Лотарингії зникли під час Французької революції і знову з'явився в Нансі 9 листопада 1826, під час реставрації Бурбонів. Цього дня, кості герцогів Лотарингії були повернуті в склеп династії, який була осквернений під час революції. Все місто було прикрашне прапорами із орлами і хрестами Лотарингії.
Під час святкування 100-річчя включення Лотарингії до складу Франції 1866 року, свідки зазначали:
|  | ...було помічено неймовірний достаток прапорів горизонтальних і вертикальних із геральдичними символами Лотарингії: прапори з трьома алеріонами та жовті прапори з червонии хрестом Лотарингії... |

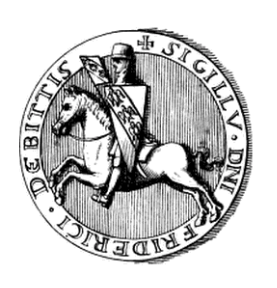
Печатка Фрідріха I (герцог Лотарингії 1205-1206 рр.)
Прапор герцогства Лотарингії (реконструкція)
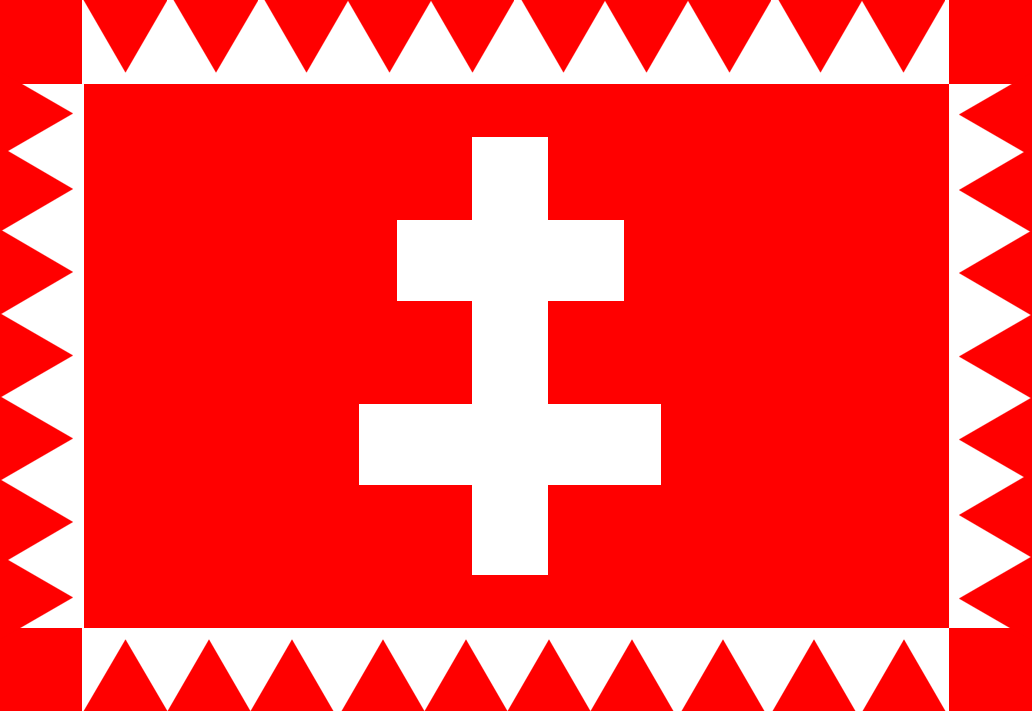
Військовий прапор з Хрестом Лотарингії
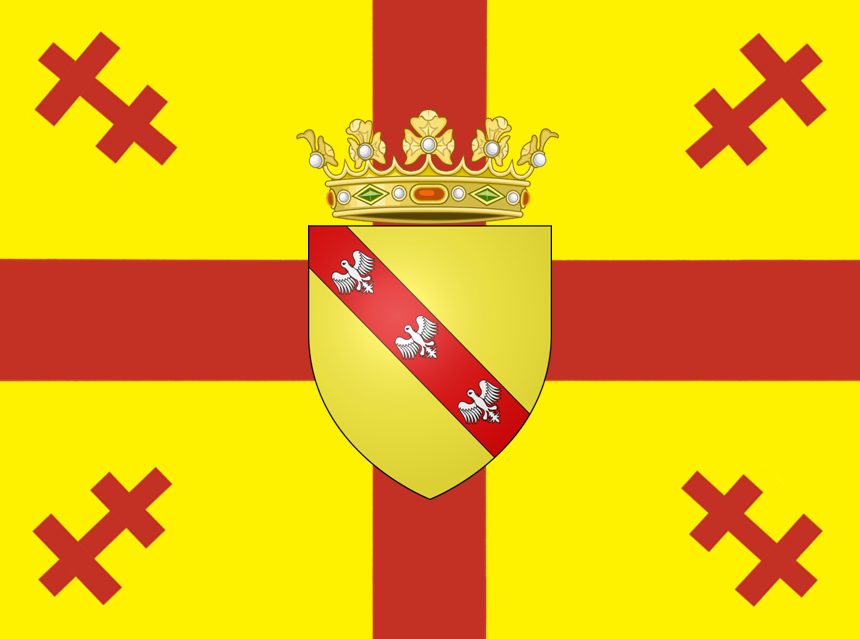
Великий штандарту Союзу Лотарингії (реконструкція)
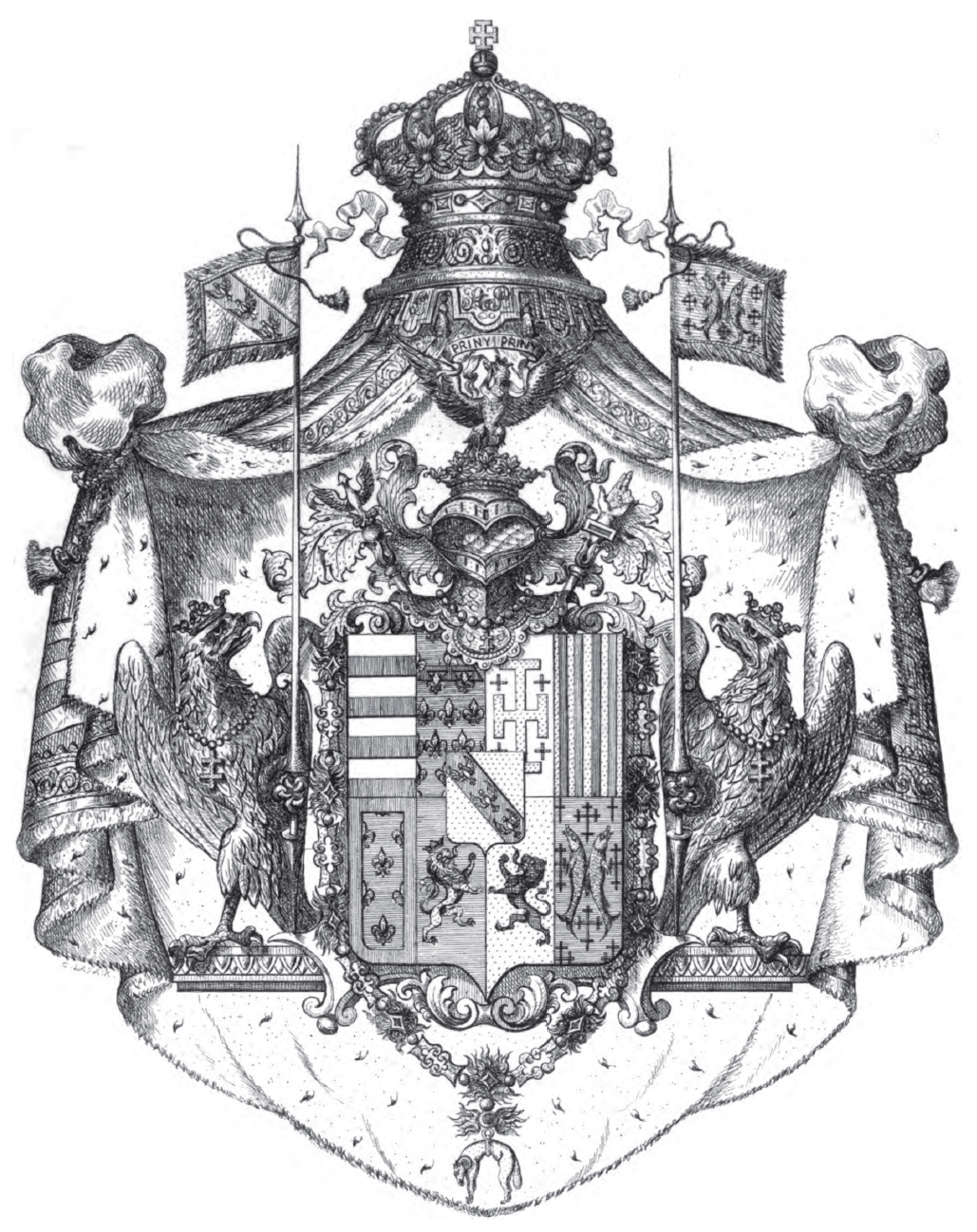
Прапор герцогства Лотарингії на гербі  (1697)
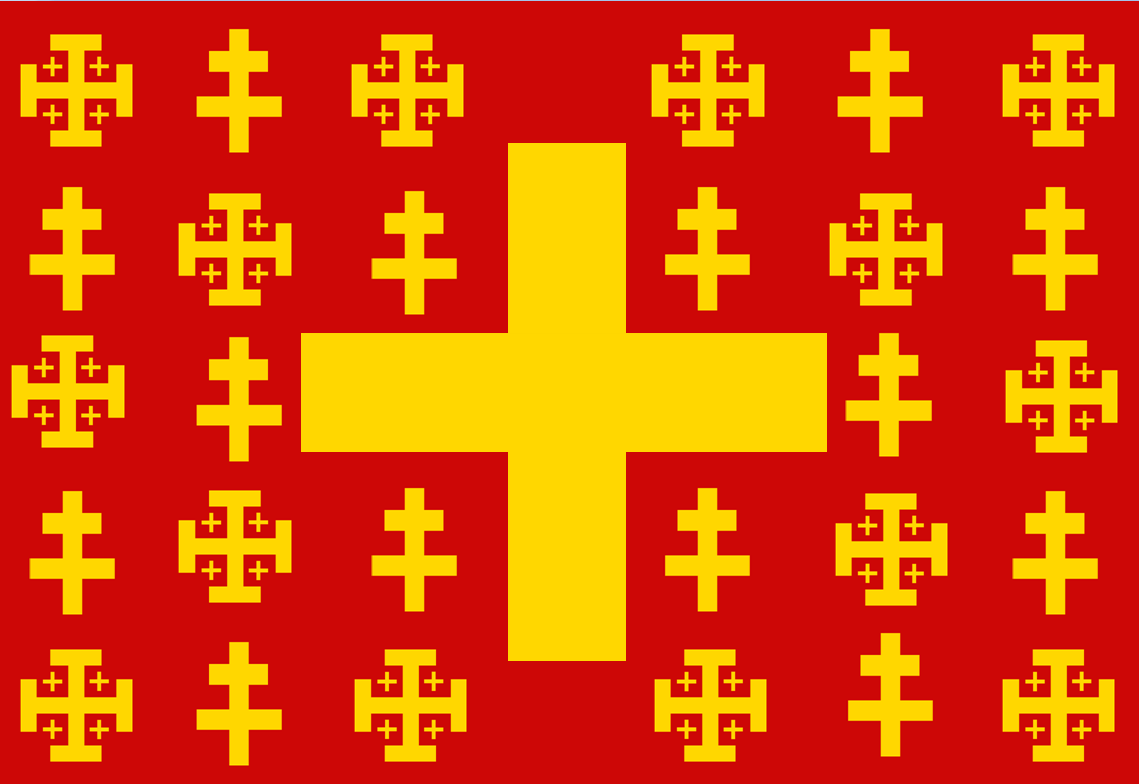
Прапор герцогства Лотарингії XVIII ст. (реконструкція)
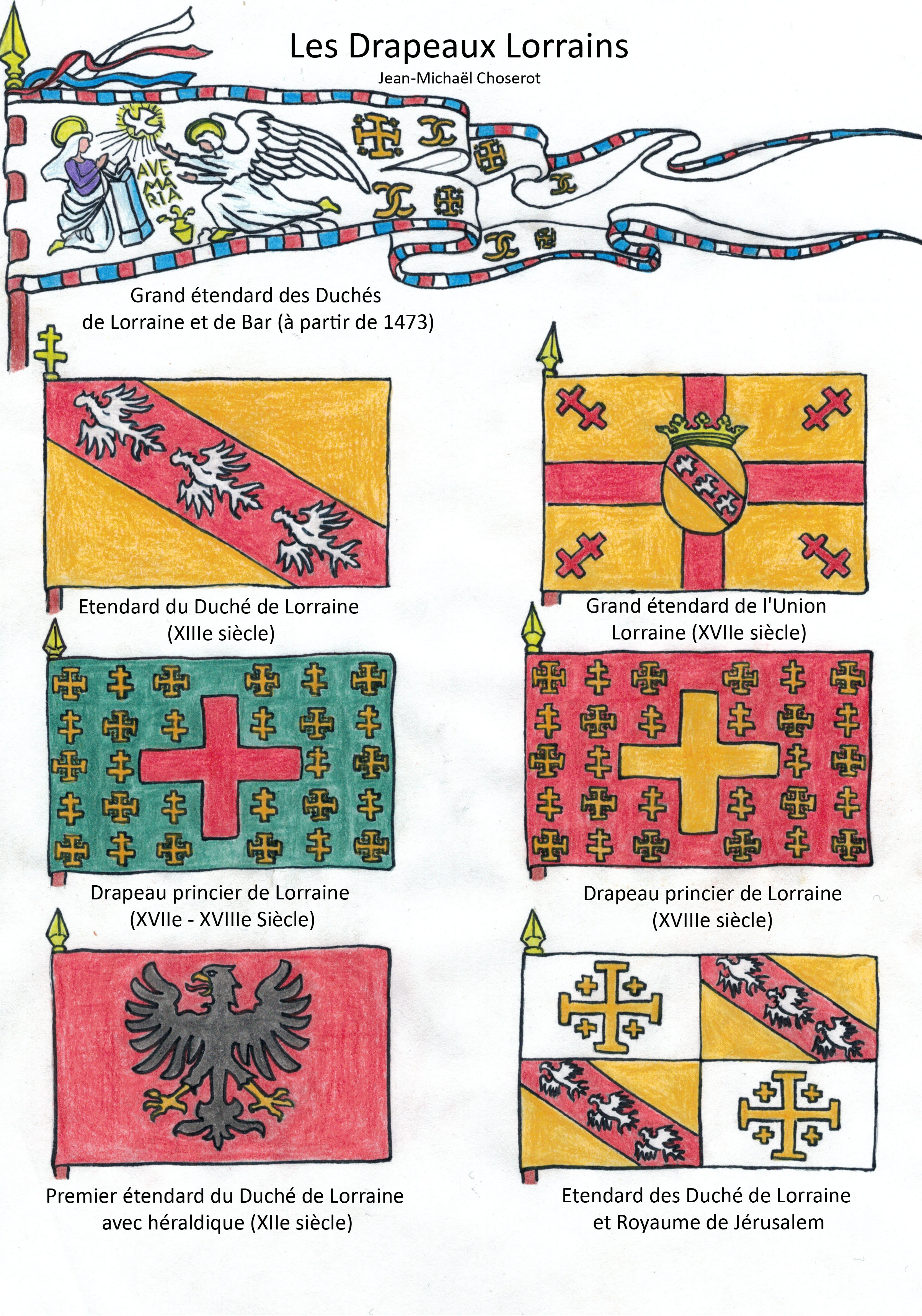
Історичні прапори герцогства Лотарингії, його провінцій та полків (реконструкція)
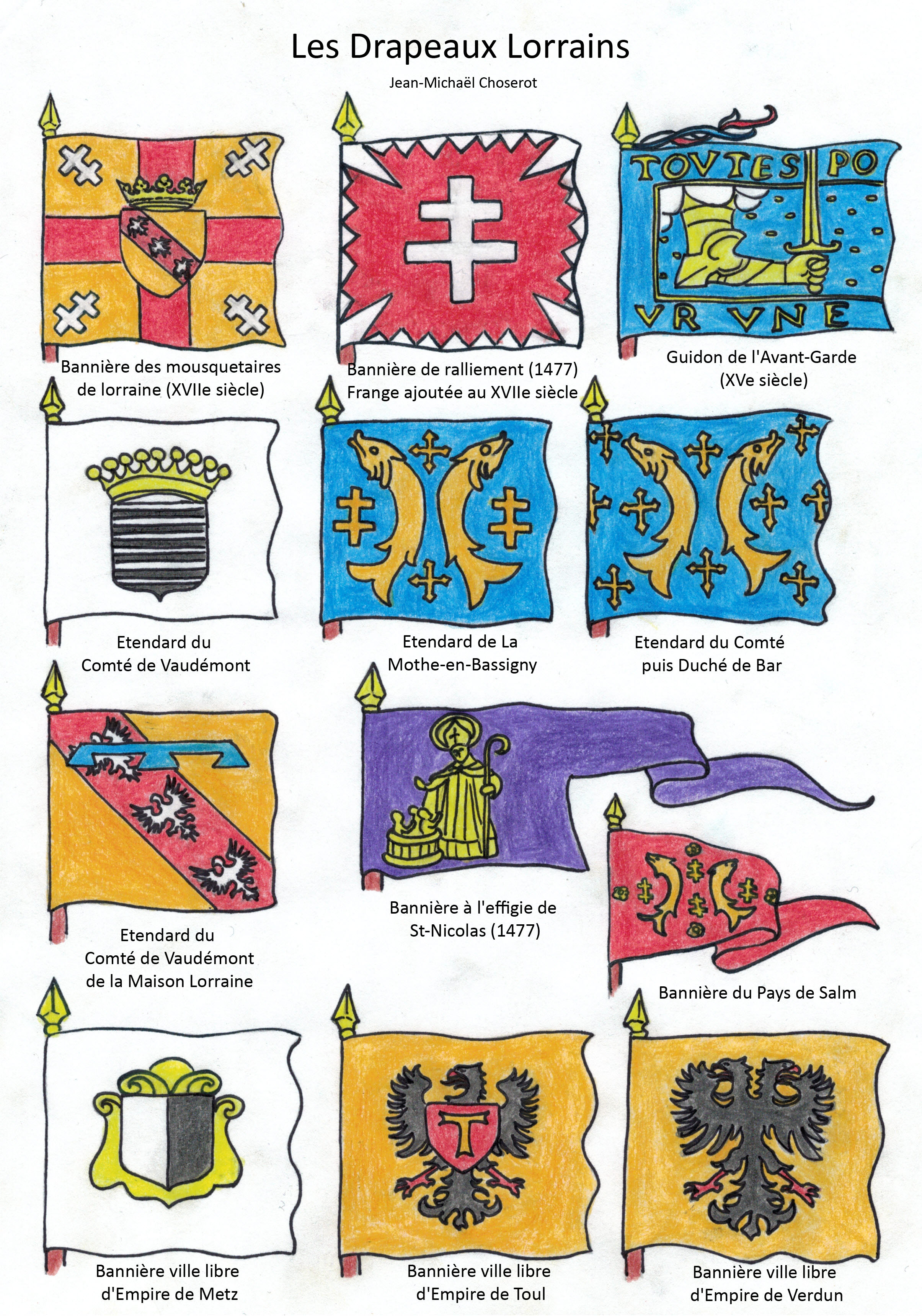
Історичні прапори герцогства Лотарингії, його провінцій та полків (реконструкція)
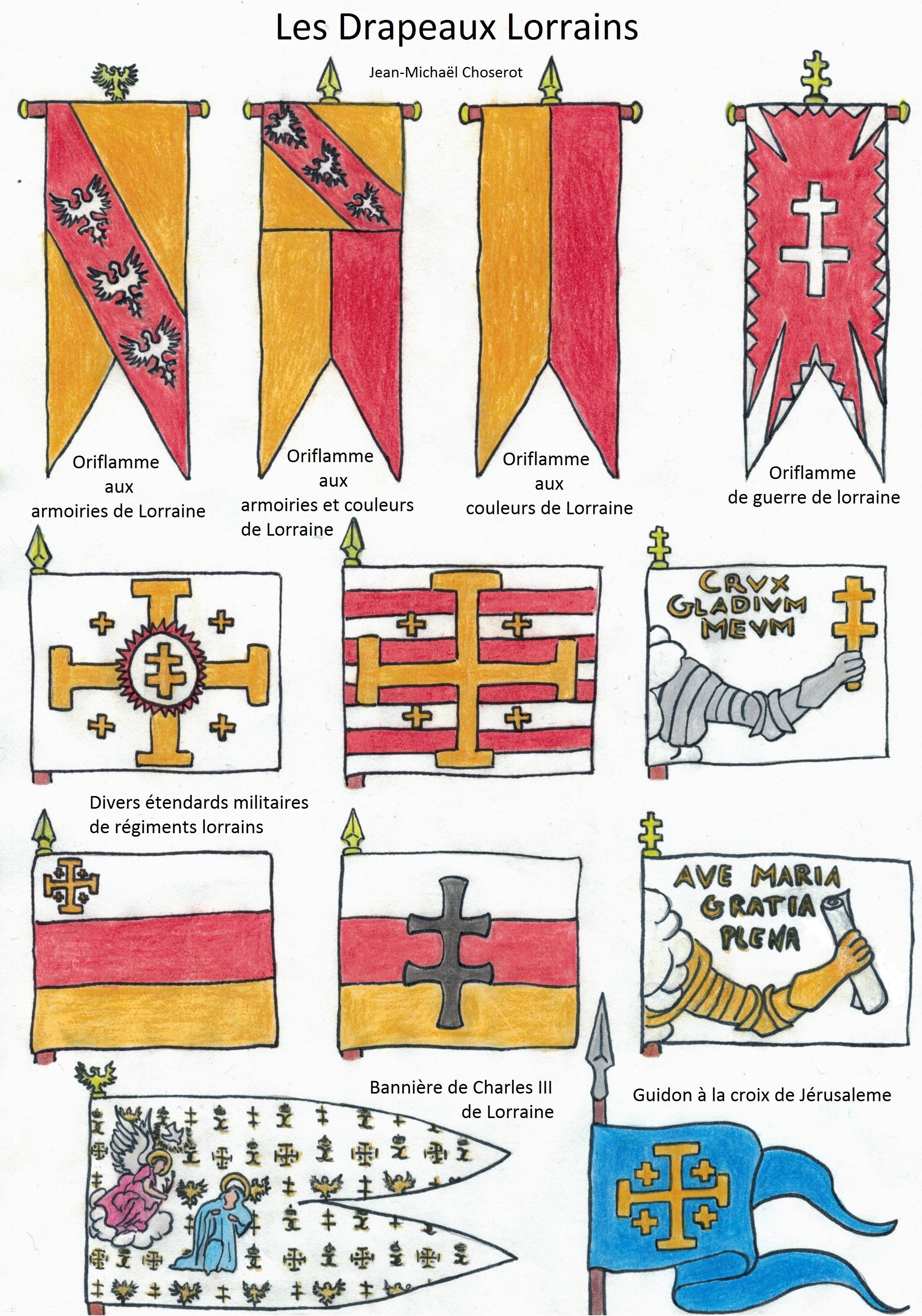
Історичні прапори герцогства Лотарингії, його провінцій та полків (реконструкція)
Прапор герцогства Лотарингії на гербі Бісмарка
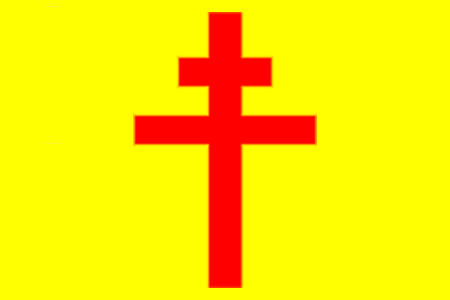
Альтернативний прапор Лотарингії (XIX ст.)

### Імперська провінція

Прапор імперської провінції Ельзас-Лотарингії (1891–1918)

Відповідно до Франкфуртського договору (1871) частини Лотарингії була передана разом із Ельзасом до новоутвореної Німецької імперії. На офіційному рівні уряд Німеччини використовував прапор провінції Ельзас-Лотарингії, який був створений на основі імперського прапора із додаванням провінційного герба у кутку біля древка.

У знак подяки за приєднання до Німеччини Ельзас-Лотарингії, імператор Німеччини пожалував Бісмарку додаткові елементи герба: геральдичні прапори Ельзаса і Лотарингії.

Прапор Ельзас-Лотарингії (1912-1914)

Проте, дискусія про прапор не припинялася ні в середовищі громадськості, ні на офіційному рівні. Так, 1912 і 1913 рр. відбулися обговорення питання прапора у ландтазі між різними політичними фракціями. Альберт Унлгорн опублікував дослідження, де на основі геральдичних традицій вивів стандарт для білого і червоного (для нижнього Ельзасу), червоного і жовтого (для Верхнього Ельзасу), червоного для Лотарингії кольорів.
Результатом діалогу стало затвердження змін прапора провінції від 25 червня 1912: на червоно-білому горизонтальному двоколорі з'явився новий елемент — жовтий хрест Лотарингії у верхньому куті біля древка.
Остаточно проблема прапора була законсервована з початком Першої світової війни, коли дія Конституції Ельзас-Лотарингії 1911 року, яка містила положення про прапор провінції, була припинена.

### Провінція Французької республіки

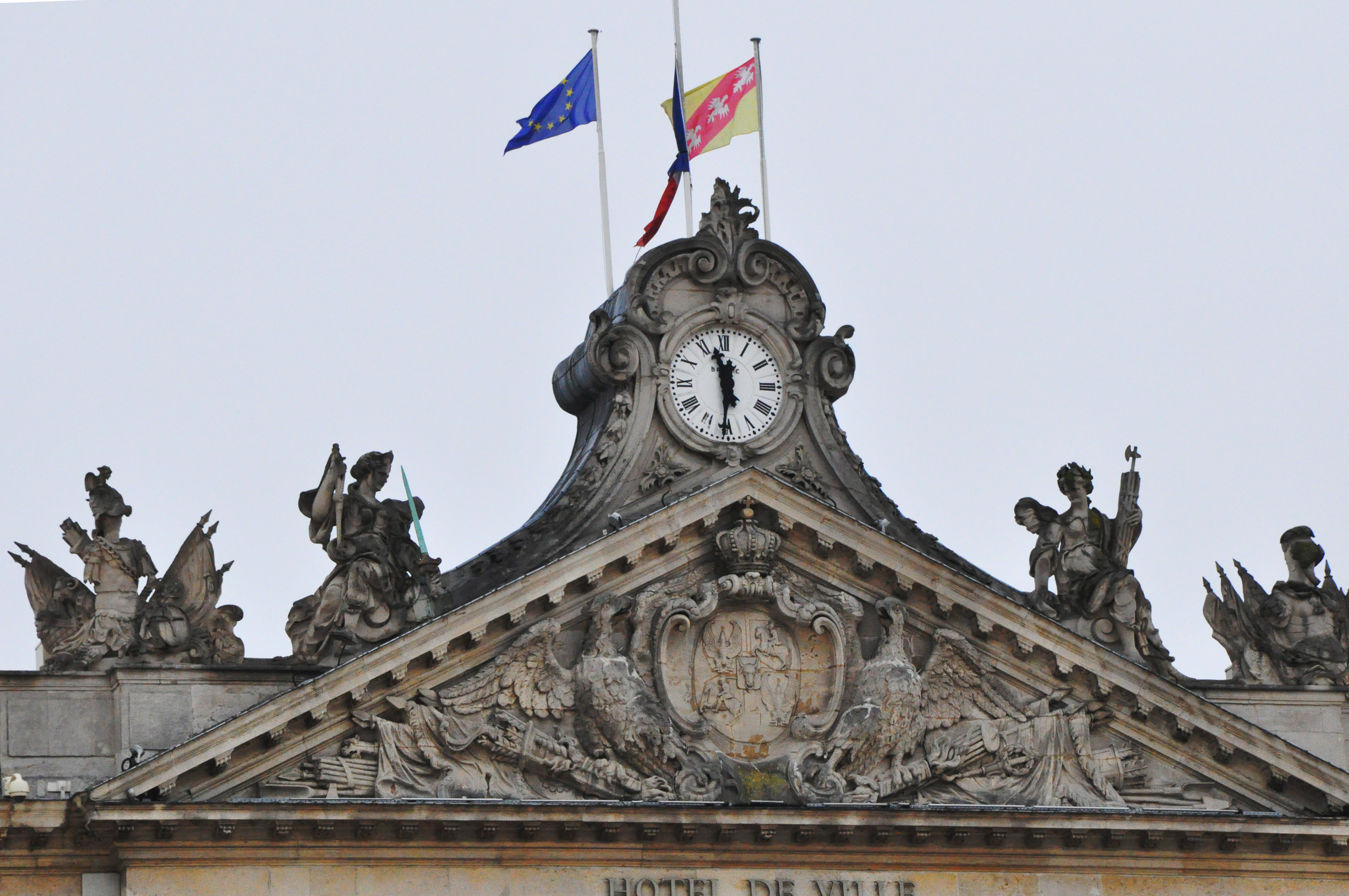
Прапор Євросоюзу, Франції та Лотарингії на ратуші Ненсі (Франція)

1919 року французький триколор був відновлений і емблеми Ельзас-Лотарингії були заборонені. Прапор Лотарингії терпіли на противагу червоно-білому прапору Ельзасу, який вважався занадто німецьким.
1940 року всі французькі і лотаринзькі символи були заборонені німцями.
1986 року Регіональна рада Лотарингії використовувала логотип, який не мав історичних витоків. 1993 року новий логотип був створений художницею Charlélie Couture, на основі історичного герба регіону. Символи Лотарингії не мають офіційного статусу, але їх можна побачити на фасаді абатства Санкт-Клеман, фасаді регіональної ради. Наразі історичний прапор впровінції офіційно не затверджений.

## Галерея

Прапор Лотарингії на монеті євро (2010)